# 福雷斯特氏棘花鮨
福雷斯特氏棘花鮨，又稱福雷斯特氏棘花鱸，為輻鰭魚綱鱸形目鱸亞目鮨科的其中一種，分布於中西太平洋的菲律賓海域，棲息深度183-185公尺，體長可達7.2公分，為底棲性魚類，屬肉食性，生活習性不明。